# 2e armée (Frankreich)
Die 2e armée (deutsch 2. Armee) war ein Großverband des Französischen Heeres (armée de terre française), der im Ersten und Zweiten Weltkrieg bestand.

## Erster Weltkrieg
Die 2. Armee war eine der fünf französischen Armeen, die bei der Mobilmachung zum Ersten Weltkrieg im August 1914 gemäß dem Plan XVII aufgestellt wurden. Ihr erster Befehlshaber war General Noël de Castelnau, der einer der wichtigsten Mitarbeiter von General Joseph Joffre während der Vorbereitung auf den Krieg gewesen war. Die Armee, der der Plan XVII eine wesentliche Rolle zuwies, umfasste zu Beginn fünf aktive Armeekorps (das 9., 15., 16., 18., 20. und ein Kavallerie-Korps), drei Reserve-Infanterie-Divisionen, eine Kolonial-Infanterie-Brigade und zwei Kavalleriedivisionen. Ihre ursprüngliche Aufgabe war es, Lothringen zu befreien und weiter nach Deutschland vorzudringen. Dazu wurde sie im Raum Nancy disloziert; die Linke in Richtung Nomeny (bei Toul); das Hauptquartier war in Neufchâteau, etwa 60 km südwestlich von Nancy. Der französische Angriffsplan scheiterte in der Schlacht in Lothringen, andererseits scheiterten auch die deutschen Durchbruchsversuche in der Schlacht bei Nancy.
Ab 17. September 1914 griff das in den Raum Lassigny umgruppierte Oberkommando zur Unterstützung der 6. Armee  mit dem französischen 13. Corps in der Schlacht von Noyon ein. Kurz darauf übernahm die 2. Armee die neu gebildete Front nördlich der Oise bis zur Somme. Dazu marschierten gegenüber der Front der deutschen 6. Armee im Zuge des Wettlaufes zum Meer  das französische 4. und 14. Corps bis nach Amiens auf, wo der Anschluss an das 33. Corps der 10. Armee erfolgte, welche der 2. Armee taktisch unterstellt war. Zusammen bildeten die 2. und 10. Armee die Groupe provisoire du Nord unter dem Oberbefehl von General Ferdinand Foch. 
Ab Oktober 1915 wurde das Oberkommando der 2. Armee in der Herbstschlacht in der Champagne und  im Frühjahr 1916 in der Schlacht um Verdun eingesetzt.

### Oberbefehlshaber 1914–1919
- 2. August 1914: General Noël de Castelnau
- 21. Juni 1915: General Philippe Pétain
- 1. Mai 1916: General Robert Nivelle
- 15. Dezember 1916: General Adolphe Guillaumat
- 11. Dezember 1917: General André Hirschauer
- 22. November 1918 – 11. Februar 1919: General Antoine Baucheron de Boissoudy

## Zweiter Weltkrieg
Zu Beginn des Überfalls auf Polen erklärten Frankreich und Großbritannien dem Deutschen Reich am 3. September 1939 den Krieg, griffen aber nicht militärisch wirksam ein. Dieser „Sitzkrieg“ endete Anfang April 1940, als es zu einem britisch-deutschen Wettlauf um die Besetzung Norwegens kam.
Die Strategie der Alliierten (damals Großbritannien und Frankreich) wurde von den Franzosen bestimmt. Diese planten, keine grenzüberschreitenden Operationen vor dem Frühsommer 1941 vorzunehmen. Eventuelle deutsche Angriffe sollten an der von der Grenze zur Schweiz bis Sedan reichenden Maginot-Linie abgewehrt werden, in der die Heeresgruppen 2 (General Prételat) und 3 (General Besson) eingesetzt waren. Einen eventuellen Angriff über Belgien wollte man in der Dyle-Breda-Stellung zum Stehen bringen. In ihr sollte die Heeresgruppe 1 (General Billotte) gemeinsam mit dem Britischen Expeditionskorps (9 Divisionen) sowie Teilen der belgischen und niederländischen Armee zum Einsatz kommen. Die 2. Armee, zugehörig zur Heeresgruppe 1, sollte nördlich anschließend an die Maginot-Linie defensiv bleiben.
In einer Art „Sichelschnitt“ drangen – beginnend am 10. Mai 1940 – deutsche Panzerverbände, teils eigenmächtig handelnd, binnen weniger Tage „blitzkriegartig“ durch die Ardennen bis zur Kanalküste vor und schnitten die teilweise nach Belgien vorgerückten britisch-französischen Truppen ab. Während der Schlacht bei Sedan, von der hauptsächlich die französische 9. Armee betroffen war, führten Teile der 2. Armee einen vergeblichen Gegenangriff bei Stonne.
Während sich die Heeresgruppe 1 auf Dünkirchen zurückzog, besetzte die 2. Armee die „Weygand-Linie“. Der Feldzug wurde mit der Besetzung von Paris am 14. Juni vorentschieden. Der Waffenstillstand, der am 25. Juni 1940 in Kraft trat, teilte Frankreich in das Vichy-Regime im Süden und in eine deutsche Besatzungszone entlang der Küsten im Westen und Norden. Die französischen Streitkräfte wurden auf 100.000 Mann limitiert und demobilisiert.

### Oberbefehlshaber 1939–1940
- 2. September 1939: General Huntziger
- 5. Juni – 31. Juli 1940: General Freydenberg